# Енхелејци
Енхелејци (лат. Encheleae) су илирско племе је живјело на подручју Бока которске, у данашњој Црној Гори, као и источно од овог залива, све до града Драча, у данашњој Албанији.
Земља Енхелејаца (Енхилејаца) се помиње у античким митовима везаним за Кадмоса и Хармонију, досељеника из грчке Тебе. Кадмосов син је по миту имао име Илириос, епоним старих Илира, којима је Кадмос завладао. По једном фрагменту Филона, који наводи Стефан Византинац, Кадмос је дошао међу Енхелејце, у град Будву, на воловским колима, да би им (по податку Аполодора) помогао у рату против Илира („Illyri proprie dicti") који су живјели источно од Неретве, а чије је име касније пренијето на низ других племена као скупни назив.
Назив Енхелејаца доводи се у везу са грчком ријечју за јегуљу и указује на значај култа змије код Илира. Остатак старих паганских култова, везаних за илирску традицију задржао се у приморју Црне Горе, у смислу да је гријех убити змијоликог гуштера — блавора, који као заштитник сваке куће живи под прагом.